# تاکرو کییوناگا
تاکرو کییوناگا (انگلیسی: Takeru Kiyonaga؛ زادهٔ ۲۴ اکتبر ۱۹۹۴) بازیکن فوتبال اهل ژاپن است.